# Maire d'Antananarivo
Le maire d'Antananarivo est à la tête de la branche exécutive de la Commune Urbaine d'Antananarivo.

## Historique
Sous la monarchie Merina, la ville d'Antananarivo fut administrée, directement, par le monarque et son gouvernement. À l'abolition du régime en 1897, La fonction de maire de la capitale malgache est confiée de 1897 à 1956 à un fonctionnaire français administrateur colonial. Le 30 novembre 1898, un arrêté accorde l'autonomie administrative et financière de la ville de Tananarive qui devient une commune selon un décret en date du 2 février 1899. Durant la colonisation, les conseillers municipaux et les maires étaient des fonctionnaires désignés par le Gouverneur général.
À partir de 1956, elle est exercée par un Malgache, élu par le conseil municipal ou nommé à titre temporaire par les autorités de l'État.

## Liste des maires
Partis politiques :
- ADN : Militant pour le progrès de Madagascar
- AKFM : Parti du congrès de l'indépendance de Madagascar
- AREMA : Association pour la renaissance de Madagascar
- PVHM : Parti vert Hasin'i Madagasikara
- TGV : Jeunes malgaches déterminés
- TIM : J'aime Madagascar

| Maire             | Maire             | Maire                         | Maire                            | Chef de district | Chef de district | Chef de district           |
| Période           | Période           | Identité                      | Étiquette                        | Période          | Période          | Identité                   |
| Début             | Fin               | Identité                      | Étiquette                        | Début            | Fin              | Identité                   |
| ----------------- | ----------------- | ----------------------------- | -------------------------------- | ---------------- | ---------------- | -------------------------- |
| 19 avril 1897     | 21 août 1899      | Deslions                      | Nommés par le gouverneur général | 1896             | 1897             | Razafintsalama             |
| 19 avril 1897     | 21 août 1899      | Deslions                      | Nommés par le gouverneur général | 1897             | 1898             | Rafanoharana               |
| 21 août 1899      | 1er mai 1903      | Rambeau                       | Nommés par le gouverneur général | 1898             | 1907             | Rainisoavahia              |
| 1er mai 1903      | 27 mai 1904       | Berthier                      | Nommés par le gouverneur général | 1898             | 1907             | Rainisoavahia              |
| 27 mai 1904       | 30 janvier 1907   | Estèbe                        | Nommés par le gouverneur général | 1898             | 1907             | Rainisoavahia              |
| 30 janvier 1907   | 16 novembre 1909  | Titeux                        | Nommés par le gouverneur général | 1898             | 1907             | Rainisoavahia              |
| 30 janvier 1907   | 16 novembre 1909  | Titeux                        | Nommés par le gouverneur général | 1908             | 1915             | Ravelojaona Joseph         |
| 16 novembre 1909  | 14 juin 1910      | De Mortière                   | Nommés par le gouverneur général | 1908             | 1915             | Ravelojaona Joseph         |
| 14 juin 1910      | 24 novembre 1911  | Bord                          | Nommés par le gouverneur général | 1908             | 1915             | Ravelojaona Joseph         |
| 24 novembre 1911  | 13 décembre 1912  | Hesling                       | Nommés par le gouverneur général | 1908             | 1915             | Ravelojaona Joseph         |
| 13 décembre 1912  | 13 février 1913   | Bensch                        | Nommés par le gouverneur général | 1908             | 1915             | Ravelojaona Joseph         |
| 13 février 1913   | 18 mai 1914       | De Guise                      | Nommés par le gouverneur général | 1908             | 1915             | Ravelojaona Joseph         |
| 18 mai 1914       | 7 mai 1917        | Carron                        | Nommés par le gouverneur général | 1908             | 1915             | Ravelojaona Joseph         |
| 18 mai 1914       | 7 mai 1917        | Carron                        | Nommés par le gouverneur général | 1916             | 1932             | Ranaivo Joseph             |
| 7 mai 1917        | 1er février 1919  | Berthier                      | Nommés par le gouverneur général | 1916             | 1932             | Ranaivo Joseph             |
| 1er février 1919  | 5 juillet 1920    | De Chazal                     | Nommés par le gouverneur général | 1916             | 1932             | Ranaivo Joseph             |
| 5 juillet 1920    | 22 avril 1922     | Voyron                        | Nommés par le gouverneur général | 1916             | 1932             | Ranaivo Joseph             |
| 22 avril 1922     | 3 avril 1923      | Pechmarty                     | Nommés par le gouverneur général | 1916             | 1932             | Ranaivo Joseph             |
| 3 avril 1923      | 8 avril 1924      | Cochard                       | Nommés par le gouverneur général | 1916             | 1932             | Ranaivo Joseph             |
| 8 avril 1924      | 24 mai 1927       | Pechmarty                     | Nommés par le gouverneur général | 1916             | 1932             | Ranaivo Joseph             |
| 24 mai 1927       | 20 décembre 1927  | Pont                          | Nommés par le gouverneur général | 1916             | 1932             | Ranaivo Joseph             |
| 20 décembre 1927  | 1er juillet 1929  | Giresse                       | Nommés par le gouverneur général | 1916             | 1932             | Ranaivo Joseph             |
| 1er juillet 1929  | 1er octobre 1929  | Krotoff                       | Nommés par le gouverneur général | 1916             | 1932             | Ranaivo Joseph             |
| 1er octobre 1929  | 3 septembre 1930  | De Longchamp                  | Nommés par le gouverneur général | 1916             | 1932             | Ranaivo Joseph             |
| 3 septembre 1930  | 9 mars 1932       | Battini                       | Nommés par le gouverneur général | 1916             | 1932             | Ranaivo Joseph             |
| 9 mars 1932       | 24 mai 1932       | Rambeau                       | Nommés par le gouverneur général | 1916             | 1932             | Ranaivo Joseph             |
| 24 mai 1932       | 5 avril 1933      | Henry                         | Nommés par le gouverneur général | 1933             | 1935             | Ralambo Philippe Eugène    |
| 5 avril 1933      | 16 août 1935      | Rambeau                       | Nommés par le gouverneur général | 1933             | 1935             | Ralambo Philippe Eugène    |
| 16 août 1935      | 9 janvier 1937    | Henri                         | Nommés par le gouverneur général | 1936             | 1937             | Rasamoely-Raoelison        |
| 9 janvier 1937    | 30 juillet 1937   | Pechayrand                    | Nommés par le gouverneur général | 1936             | 1937             | Rasamoely-Raoelison        |
| 30 juillet 1937   | 19 juillet 1938   | Bourgoin                      | Nommés par le gouverneur général | 1938             | 1946             | Rasendra Jean-Marie        |
| 19 juillet 1938   | 27 octobre 1938   | Leuerre                       | Nommés par le gouverneur général | 1938             | 1946             | Rasendra Jean-Marie        |
| 27 octobre 1938   | 26 décembre 1940  | Rambeau                       | Nommés par le gouverneur général | 1938             | 1946             | Rasendra Jean-Marie        |
| 26 décembre 1940  | 2 mai 1941        | Poupon                        | Nommés par le gouverneur général | 1938             | 1946             | Rasendra Jean-Marie        |
| 2 mai 1941        | 9 novembre 1942   | Bruniquel                     | Nommés par le gouverneur général | 1938             | 1946             | Rasendra Jean-Marie        |
| 9 novembre 1942   | 13 février 1943   | Riddell                       | Nommés par le gouverneur général | 1938             | 1946             | Rasendra Jean-Marie        |
| 13 février 1943   | 21 juillet 1945   | Prospérial                    | Nommés par le gouverneur général | 1938             | 1946             | Rasendra Jean-Marie        |
| 21 juillet 1945   | 26 septembre 1945 | Prospérini                    | Nommés par le gouverneur général | 1938             | 1946             | Rasendra Jean-Marie        |
| 26 septembre 1945 | 16 avril 1946     | Hue                           | Nommés par le gouverneur général | 1938             | 1946             | Rasendra Jean-Marie        |
| 16 avril 1946     | 3 avril 1947      | Rambeau                       | Nommés par le gouverneur général | 1947             | 1954             | Rakoto Jean                |
| 3 avril 1947      | 21 juillet 1949   | Bordier                       | Nommés par le gouverneur général | 1947             | 1954             | Rakoto Jean                |
| 21 juillet 1949   | 20 juin 1950      | Vignau                        | Nommés par le gouverneur général | 1947             | 1954             | Rakoto Jean                |
| 20 juin 1950      | 3 février 1951    | Fayoul                        | Nommés par le gouverneur général | 1947             | 1954             | Rakoto Jean                |
| 3 février 1951    | 15 juin 1954      | Vignau                        | Nommés par le gouverneur général | 1955             | 1959             | Ramaroson Samuel           |
| 3 février 1951    | 15 juin 1954      | Vignau                        | Nommés par le gouverneur général | 1955             | 1958             | Ralaivao Arthur            |
| 15 juin 1954      | 1er mars 1955     | Le Garreres                   | Nommés par le gouverneur général | 1958             | 1958             | Ravelonanosy Marc          |
| 1er mars 1955     | 23 novembre 1956  | Saget                         | Nommés par le gouverneur général | 1959             | 1959             | - Randrianarison - Ratrimo |
| Maire             | Maire             | Maire                         | Maire                            | Adjoint au Maire | Adjoint au Maire | Adjoint au Maire           |
| Période           | Période           | Identité                      | Étiquette                        | Période          | Période          | Identité                   |
| Début             | Fin               | Identité                      | Étiquette                        | Début            | Fin              | Identité                   |
| 1956              | 1959              | Stanislas Rakotonirina        | Indépendant                      | 1955             | 1959             | Ramaroson Samuel           |
| 1956              | 1959              | Stanislas Rakotonirina        | Indépendant                      | 195t             | 1958             | Ralaivao Arthur            |
| 1956              | 1959              | Stanislas Rakotonirina        | Indépendant                      | 1958             | 1958             | Ravelonanosy Marc          |
| 1956              | 1959              | Stanislas Rakotonirina        | Indépendant                      | 1959             | 1959             | - Randrianarison - Ratrimo |
| 1959              | 1977              | Richard Andriamanjato         | AKFM                             |                  |                  |                            |
| 1977              | 1980              | Andriatiana Rakotovao         |                                  |                  |                  |                            |
| 1980              | 1991              | Guy Razanamasy                | AREMA                            |                  |                  |                            |
| 1991              | 1994              | ?                             |                                  |                  |                  |                            |
| 1994              | 1999              | Guy Razanamasy                | AREMA                            |                  |                  |                            |
| 14 novembre 1999  | 22 février 2002   | Marc Ravalomanana             | TIM                              |                  |                  |                            |
| 23 novembre 2003  | 26 janvier 2007   | Patrick Ramiaramanana         | TIM                              |                  |                  |                            |
| février 2007      | 12 décembre 2007  | Hery Rafalimanana             | TIM                              |                  |                  |                            |
| 12 décembre 2007  | 3 février 2009    | Andry Rajoelina               | TGV                              |                  |                  |                            |
| 3 février 2009    | 13 août 2009      | Guy Randrianarisoa            | TIM                              |                  |                  |                            |
| 6 février 2009    | 13 août 2009      | Michèle Ratsivalaka           | TGV                              |                  |                  |                            |
| 13 août 2009      | 28 novembre 2013  | Edgard Razafindravahy         | ADN                              |                  |                  |                            |
| 28 novembre 2013  | 6 octobre 2015    | Olga Rasmimanana (intérim)    | TGV                              |                  |                  |                            |
| 6 octobre 2015    | 16 janvier 2020   | Lalao Ravalomanana            | TIM                              |                  |                  |                            |
| 16 janvier 2020   | 5 mars 2024       | Naina Andriantsitohaina       | TGV                              |                  |                  |                            |
| 5 mars 2024       | 28 août 2024      | Richard Barjohn Ramanambitana | TGV                              |                  |                  |                            |
| 28 août 2024      | 18 novembre 2024  | Harilala Ramanantsoa          | TGV                              |                  |                  |                            |
| 18 novembre 2024  | 24 janvier 2025   | Alexandre Marie Georget       | PVHM                             |                  |                  |                            |
| 24 janvier 2025   |                   | Harilala Ramanantsoa          | TGV                              |                  |                  |                            |